# Женидба Милоша Обилића (опера)
Женидба Милоша Обилића, Женидба Милошева или Вилин вео јe романтична опера у 3 чина коју је компоновао Петар Коњовић. који је обрадио либрето по тексту Драгутина Илића. Прво извођење опере, односно праизведба била је  25. априла 1917. у Хрватском народном казалишту у Загребу.

## О опери
Опере Петра Коњовића представљају његову отаџбину и његов духовни спектар: на првом месту, неизбрисиве успомене из детињства и младости, усмерене на новосадско Српско народно позориште и углавном његов херојски српски репертоар. Из њега су потекле три Коњовићеве музичке драме везане уједно и за еп и за позоришне комаде. Поред "Смрти Мајке Југовића" Ива Војновића, то су још књижевна дела за сцену Драгутина Илића (Женидба Милоша Обилића) и Лазе Костића (Максим Црнојевић), па се и збога тога могу те условно речено опере замислити као да су у много чему сродне, не само по садржају већ и по музици и по временима када су настајале — у време ратова. Неисцрпна инспирација био му је фолклор којем је био посвећен од ране младости. Најчешће је посезао за вокалним и вокално-инструменталним композицијама ослањајући се, притом, на музику говора. Музички зналци оцењују да се Коњовићево стваралаштво надовезује на реализам великих европских композитора попут Бородина и Мусоргског, али и оца српске националне музике Стевана Мокрањца.
Коњовић је оперу Женидба Милошева (Вилин вео), на текст Драгутина Илића, написао још када је био ђак учитељске школе 1903. године. Као матурант, на првом извођењу свог оперског првенца, лично је дириговао мушким школским хором. Већ тада је био уочљив његов спој европске и српске културе. Овај, до тада незамислив искорак у нашој оперској музици и високе домете које је постигао у својим композицијама, најверодостојније је описао Коњовићев савременик и пријатељ из сомборских дана књижевник, Вељко Петровић: „Када је млади Коњовић, чупав и намргођен као што пристоји младим Титанима, дириговао 1903. своју литургију Женидба Милоша Обилића, у којој је било вероватно и вагнеровских и дебисијевских призвука, омладина, другови извођачи или остали, галерија и клака, били су одушевљени и славодобитни. Старији су, разуме се, махали главом, а чувени церемонијалац и парадош, прота Купусаревић је из олтара довикнуо: Ово није опера!”.
Коњовић је ову романтично-националну бајку инспирисану народном поезијом конципирао по угледу на раноромантичне опере, пре свих на радове Карла Марије Вебера, у којима се још увек распознају класичне нумере – арије, дуети, хорови. Док ариозне линије указују на његове узоре, сама мелодика јасно показује инспирацију фолклорним наслеђем нашег поднебља. Сиже опере заснован је на причи о јунацима наше епске лирике – Милошу Обилићу, Марку Краљевићу и вили Равијојли.
На почетку се Коњовић удаљавао од ове опере, али је није напустио, прерађујући је у више махова, и током рада на другим својим операма. О свом раду на овој опери он каже: „Елем као што рекох, то сам ја радио још док бејах у препарандији. После, у Прагу, окупан и крштен у Јордану Вагнеровог схватања, сасвим сам окренуо леђа том делу, које је међутим било пуно мелодике ...“. После студија и боравка у Београду, Коњовић се 1914. године, по избијању Првог светског рата, вратио у Сомбор, где је провео наредне три године. За то време поново приређује своју прву оперу Женидба Милоша Обилића.
Опера је остала романтична, али ипак са назнакама музичке драме у извесним композиционим поступцима, који се односе и на Коњовићев речитативни стил. Композитор је сматрао, између осталог, да је његова опера донела „први пут у нашој музици, једну доследно израђену декламацију.“ Сасвим је вероватно да се под утицајем Вагнера десио и финале опере Вилин вео у Загребу 1917, када су у коди трећег и последњег чина зазвучале и оргуље, са православном темом, која је у свом „католичком руху“ зачудила србе присутне на премијери. Компонујући Женидбу, Коњовић је знао само Веберовог Чаробног стрелца, Вагнера је тек наслућивао, слушајући на светосавским беседама у Новом Саду одломке из његових дела, најчешће у аранжманима за клавир, уз то доживљавајући га вербално кроз исказе Лава Толстоја.

## Извођења
Боравећи у Сомбору током Првог светског рата, Коњовић се вратио својој првој опери Женидба Милоша Обилића и поново је приредио. Премијерно је изведена  25. априла 1917.  у Загребу, али због ратних околности под другачијим називом — Вилин вео, у режији аутора, који је такође дириговао.
У Београдском  је Женидба Милошева премијерно изведена 1923. Оркестар је водио Стеван Христић, а редитељ је био Теофан Павловски. Сцену и костиме је радила Леонида Браиловски, а кореографију Клавдија Исаченко. Улоге су певали Евгениј Маријашец, Аница Врхунац, Жибојин Томић, Светозар Писаревић, Милорад Јовановић, Ксенија Роговска, Јованка Писаревић, Матилда Краљ, Евгенија Пинтеровић и Милорад Милутиновић. Други пут је ова опера у Народном позоришту постављена 11. фебруара 1941.
У Српском Народном позоришту у Новом Саду опера Женидба Милоша Обилића први пут је изведена 20. фебруара 1960. У овом позоришту изведена је 5 пута пред 1706 гледалаца.
Интегрални снимак овог остварења Петра Коњовића не постоји, већ су остали сачувани поједини сегменти, забележени током педесетих и шездесетих година прошлог века, у интерпретацији различитих ансамбала.